# Stemele republicilor sovietice

Stema Uniunii Sovietice

Stemele Republicilor Sovietice Socialiste au reprezentate ca elemente comune secera și ciocanul (simbolul alianței dintre proletariatul industrial și cel din agricultură) și steaua roșie, (simbolul comunismului). Aceste simboluri principale sunt înconjurate de legături/snopi/ciorchini ai principalelor produse agricole ale republilor unionale,) bumbac pentru republicile din Asia Centrală, struguri pentru RSS Moldovenească, grâu pentru RSS Ucraineană etc). Stemele aveau înscrise deviza de stat sovietică, atât în limba națională, cât și în rusă. Versiunile finale, așa cum arătau înainte de disoluția Uniunii Sovietice din 1991, erau: 
| RSS Azerbaidjan | RSS Armeană       | RSS Bielorusă | RSS Estonă  |
| RSS Georgiană   | RSS Kazahă        | RSS Kirghiză  | RSS Letonă  |
| RSS Lituaniană  | RSS Moldovenească | RSFS Rusă     | RSS Tadjikă |
| RSS Turkmenă    | RSS Ucraineană    | RSS Uzbekă    |             |

## Republici dizolvate mai înainte de 1991
| RSS Abhaziană, 1921-1931 | RSFS Transcaucaziană, 1922-1936 | RSS Karelo-Finnică, 1940-1956 |

În zilele noastre, există teritorii/state postsovietice care folosesc versiuni modificate ale stemelor republicilor sovietice.
- Teritoriul separatist Republica Moldovenească Nistreană (regiune a fostei RSS Moldovenească),
- Uzbekistan,
- Tadjikistan,
- Belarus.